# Liste der Kulturdenkmale in Trebsen/Mulde

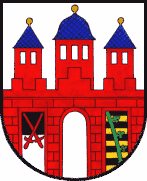
Wappen von Trebsen

Die Liste der Kulturdenkmale in Trebsen/Mulde enthält die Kulturdenkmale in Trebsen/Mulde.
Diese Liste ist eine Teilliste der Liste der Kulturdenkmale in Sachsen.

## Legende
- Bild: Bild des Kulturdenkmals, ggf. zusätzlich mit einem Link zu weiteren Fotos des Kulturdenkmals im Medienarchiv Wikimedia Commons. Wenn man auf das Kamerasymbol klickt, können Fotos zu Kulturdenkmalen aus dieser Liste hochgeladen werden:
- Bezeichnung: Denkmalgeschützte Objekte und ggf. Bauwerksname des Kulturdenkmals
- Lage: Straßenname und Hausnummer oder Flurstücknummer des Kulturdenkmals. Die Grundsortierung der Liste erfolgt nach dieser Adresse. Der Link (Karte) führt zu verschiedenen Kartendiensten mit der Position des Kulturdenkmals. Fehlt dieser Link, wurden die Koordinaten noch nicht eingetragen. Sind diese bekannt, können sie über ein Tool mit einer Kartenansicht einfach nachgetragen werden. In dieser Kartenansicht sind Kulturdenkmale ohne Koordinaten mit einem roten bzw. orangen Marker dargestellt und können durch Verschieben auf die richtige Position in der Karte mit Koordinaten versehen werden. Kulturdenkmale ohne Bild sind an einem blauen bzw. roten Marker erkennbar.
- Datierung: Baubeginn, Fertigstellung, Datum der Erstnennung oder grobe zeitliche Einordnung entsprechend des Eintrags in der sächsischen Denkmaldatenbank
- Beschreibung: Kurzcharakteristik des Kulturdenkmals entsprechend des Eintrags in der sächsischen Denkmaldatenbank, ggf. ergänzt durch die dort nur selten veröffentlichten Erfassungstexte oder zusätzliche Informationen
- ID: Vom Landesamt für Denkmalpflege Sachsen vergebene, das Kulturdenkmal eindeutig identifizierende Objekt-Nummer. Der Link führt zum PDF-Denkmaldokument des Landesamtes für Denkmalpflege Sachsen. Bei ehemaligen Kulturdenkmalen können die Objektnummern unbekannt sein und deshalb fehlen bzw. die Links von aus der Datenbank entfernten Objektnummern ins Leere führen. Ein ggf. vorhandenes Icon  führt zu den Angaben des Kulturdenkmals bei Wikidata.

## Trebsen/Mulde
| Bild                                    | Bezeichnung | Lage                                  | Datierung                            | Beschreibung | ID       |
| --------------------------------------- | --- | ------------------------------------- | ------------------------------------ | --- | -------- |
| Weitere Bilder                          | Schloss und Rittergut Trebsen | (mehrere Adressen) (Karte)            | 16. Jh.                              | Sachgesamtheit Schloss und Rittergut Trebsen, mit folgenden Einzeldenkmalen: - Schloss Trebsen (als Sachgesamtheit siehe Obj. 08966124, Zum Schloss 1) mit Stütz- und Einfriedungsmauern des Schlosses, Brücke zum Wirtschaftshof (Burggrabenbrücke), Brunnenhaus (Nebengebäude an der Zufahrt), zwei Pavillons auf der Terrasse, Brücke zum Park und Denkstein für Helene von Zimmermann im Park, Reste eines umbauten Burgfrieds (wahrscheinlich ältester Teil) - Rittergut Trebsen (als Sachgesamtheit siehe Obj. 08966123, Thomas-Müntzer-Gasse 4-6) mit Verwalterwohnhaus (Thomas-Müntzer-Gasse 6) und vier Wirtschaftsgebäude (Thomas-Müntzer-Gasse 4) des Wirtschaftshofes sowie Einfriedungsmauer (bis zur Thomas-Müntzer-Gasse 14) - weiterhin Schloss- und Gutspark Trebsen Landschaftspark als Gartendenkmal (ausführliche Beschreibung siehe Schloss Trebsen und Einzeldenkmale) | 09304423 |
| Weitere Bilder                          | Rittergut Trebsen | (mehrere Adressen) (Karte)            | 18. Jh.                              | Sachgesamtheit Rittergut Trebsen (als Teil der Sachgesamtheit „Schloss und Rittergut Trebsen“ Obj. 09304423) mit folgenden Einzeldenkmalen: - Verwalterwohnhaus (Thomas-Müntzer-Gasse 6), barock wirkendes Herrenhaus in Putzbau mit Mansarddach, Porphyrtuff-Fenstergewände und originale Gartentür - Scheune in Ecklage zur Thomas-Müntzer-Gasse, Bruchstein-Ziegel-Mauerwerk verputzt, Ziegeldach mit Fledermausgaupen, Durchfahrtsscheune, Fenstergewände teilweise Rochlitzer Porphyrtuff - Pferdestall, bezeichnet mit Dr.J.M.W.B.1842, Bruchsteinsockel, Putzfassaden, Sandsteingewände, Krüppelwalmdach mit Speicherluke, - Wohngebäude an der Zufahrt, bezeichnet mit 1854, - Einfriedungsmauer zum Grundstück Thomas-Müntzer-Gasse 14 stadtbildprägender Gutsanlage unmittelbar neben Schloss und Schlosspark gelegen, mit ehem. Brennerei, Pferdestall und Kuhstall von baugeschichtlicher und wissenschaftlicher Wert, ehemals eines der größten Rittergüter Sachsens | 08966123 |
| Weitere Bilder                          | Schloss Trebsen | (mehrere Adressen) (Karte)            | 16. Jh.                              | Sachgesamtheit Schloss Trebsen (als Teil der Sachgesamtheit „Schloss und Rittergut Trebsen“ Obj. 09304423) mit folgenden Einzeldenkmalen: - Schloss (Zum Schloss 2), vierflügeliger Schlossbau, im Kern eine slawische Wasserburg (aus 12. Jh.), spätgotische Schlossanlage mit prächtigen Ziergiebeln (1522–1524 erbaut, tw. restauriert), Eingangstor mit Schlussstein (bez. 1781, wahrscheinlich restauriert), im Innern wertvolle original erhaltene Zellengewölbe und umbaute Reste des ehemaligen Burgfrieds (wahrscheinlich ältester Teil) - mit dem älteren spätgotischen Ostflügel und Giebel (1509–1511) - Stütz- und Einfriedungsmauern, fast rechteckige Umfassung des Schlosshofs und westlich verlaufenden Burggraben, welcher nach Norden in die Mulde mündet, erbaut im 16. Jh. auf den Resten der slawischen Wasserburgmauern - Brücke zum Wirtschaftshof (historische Burggrabenbrücke, 18. Jh.) - Brunnenhaus (erbaut im 17. Jh., Zum Schloss 1 – Nebengebäude an der Zufahrt) - zwei Garten-Pavillons (im 18. Jh. errichtet), auf der Terrasse mit Blick auf Mulde an süd- und nordöstlicher Ecke des Schlosshofs - Schloss- und Gutspark, im 18. Jh. entlang des Burggraben im englischen Stil angelegter Landschaftspark mit Baumallee am Muldeufer - mit Brücke zum Park und Denkstein für Helene von Zimmermann im Park künstlerisch, ortsgeschichtlich und städtebaulich bedeutsame Anlage mit Nachweisen des Wirkens der Adelsfamilie von Minckwitz und Reformationspfarrer Caspar Zeuner (1492–1565) | 08966124 |
| Direkt Bild zu diesem Denkmal hochladen | Kilometerstein |                                       |                                      | | 08966190 |
|                                         | Kilometerstein | (Karte)                               | um 1900 (Kilometerstein)             | verkehrsgeschichtlich von Bedeutung; abgerundeter Stein, Inschrift: km 400, km 4, aus Sandstein. | 08966191 |
| Direkt Bild zu diesem Denkmal hochladen | Kilometerstein | (Karte)                               | um 1900 (Kilometerstein)             | verkehrsgeschichtlich von Bedeutung; bezeichnet 5.000 km und 5, aus Sandstein, oben abgerundet, Lage: am Anfang der Leitplanke an der Einfahrt ins Industriegebiet Trebsen-Pauschwitz | 08966195 |
| Weitere Bilder                          | Zwei Stadtscheunen | Altenhainer Straße (Karte)            | 19. Jh.                              | unverzichtbar für die städtebauliche Situation am Ortsausgang, stadtbildprägender Baukörper, Seltenheits- und Dokumentationswert, ortsgeschichtlich von Bedeutung. Große Scheune: Durchfahrtsscheune, größer als kleine Scheune in Ecklage Seelingstädter Straße, Satteldach mit Biberschwanzdeckung, Bruchstein-Ziegel-Mauerwerk verputzt, feldseitiges Tor mit gemauertem Ziegelbogen, Traufe mit Klinkern (Deutsches Band), Kleine Scheune: Bruchstein-Mauerwerk, Satteldach mit Biberschwanzdeckung, zwei Tore, verputzt, sehr wirkungsvolle Ecklage, Stadtrandsituation noch gegeben | 08966155 |
|                                         | Scheune und Taubenhaus eines Bauernhofes | Am Anger 4 (Karte)                    | um 1800                              | alte Ortslage Wednig, großer Bauernhof mit eindrucksvollem Wirtschaftsbau, eines der größten ländlichen Wirtschaftsgebäude des Ortes, das Taubenhaus mit Dokumentations- und Seltenheitswert, ortsgeschichtlich und wirtschaftsgeschichtlich von Bedeutung. Scheune: Putzbau, Satteldach mit Ziegeldeckung, Scheunentor mit Bogen, Torpfeiler (kein Denkmal): Pfeiler aus Granitblöcken mit kleinen Metalllampen, um 1935, Taubenhaus (19. Jahrhundert) | 08966198 |
| Weitere Bilder                          | Hochwassermarke an einer Mauer | Am Blankgarten (Karte)                | bez. 1954                            | eiserne Markierungstafel zur Erinnerung an den Hochwasserstand der Mulde im Juli 1954, Dokument der Ortsgeschichte; Hochwassermarke aus Eisen „HW/Juli 1954“ | 08966151 |
| Weitere Bilder                          | Wohnhaus in geschlossener Bebauung und in Ecklage Brückenstraße | Badergasse 1 (Karte)                  | bez. 1729                            | eindrucksvoller Barockbau in markanter Ecksituation zur Brückenstraße, schlichter Putzbau mit hohem Krüppelwalmdach, baugeschichtlich von Bedeutung. Schlussstein im Erdgeschoss bezeichnet „CTM1729“, zweigeschossig, Giebelseite mit Krüppelwalm zur Brückenstraße, mindestens ein Fenster im Obergeschoss mit Korbbogen (Massivbau), Putzfassade, saniert, Fenster neu, Dach mit Biberschwanzdeckung, Nähe Kirchberg | 08966175 |
| Weitere Bilder                          | Wohnhaus oder Stellwerk sowie Toilettenhäuschen eines Bahnhofes | Bahnhofstraße 4 (Karte)               | um 1925                              | alte Ortslage Pauschwitz, das Gebäudeensemble auf dem Bahnhofsgelände ergänzender Wohn- und Stellwerksbau mit ortshistorischem Wert. Wohnhaus, vermutlich auch als Stellwerk genutzt, dreigeschossig, Bruchsteinsockel, 2. Obergeschoss verbrettert, teilunterkellert, Stürze und Sohlbänke der Fenster aus gesägtem Rochlitzer Porphyrtuff, original: Fenster und Fußabstreicher, weiter nicht gesehen, Dachpappendach, zu Bahnhofsgelände gehörig | 08966196 |
| Weitere Bilder                          | Johannes-Wiede-Turnhalle | Bahnhofstraße 7 (Karte)               | 1929–1930                            | Turnhalle (heute Sport- und Kulturhaus), Nebengebäude und zwei Torpfeiler zum Sportplatz; alte Ortslage Pauschwitz, eindrucksvoller, architektonisch ansprechender Gesellschaftsbau mit Bedeutung für die Ortsgeschichte, Erinnerungswert. Zufahrt über Mühlweg, Massivbau mit Putzfassade, Biberschwanzdeckung, kleines Uhrtürmchen, saniert, Fenster neu, Schwimmbad im Untergeschoss nicht mehr vorhanden, Saal mit Bühne und Technikempore, Lampen aus Messing 1950er Jahre, original: Türen, Parkett, Vereinszimmer, originales Treppenhaus, Wandbordüre (Schablonenmalerei), Natursteinpfeiler des Einfahrtstores mit vier Reliefs an den knapp einem Meter hohen Holzkastenaufsätzen, ehemals Eisentor und geschwungener eiserner Torbogen, benannt nach dem Auftraggeber, dem damaligen Trebsener Papierfabrikanten Kommerzienrat Johannes Wiede | 08966192 |
|                                         | Wohnhaus in offener Bebauung und Stützmauer des Vorgartens zum Wurzener Platz | Brückenstraße 2 (Karte)               | wohl 18. Jh.                         | ortsbildprägendes Gebäude am Kirchberg, eingeschossig mit Krüppelwalmdach, bauhistorisch von Interesse. Wohnhaus: eingeschossig, Krüppelwalmdach ziegelgedeckt, vermutlich ebenfalls Massivlehmbau, Stützmauer (Bruchstein-Mauerwerk) zum Wurzener Platz, ursprünglich zu diesem Grundstück erfasstes Nebengebäude gehört zur Pfarrgasse 3/4, siehe dort | 08966138 |
| Weitere Bilder                          | Wohnhaus in offener Bebauung, mit rückwärtigem Anbau | Brückenstraße 7 (Karte)               | um 1800                              | straßenbildprägender giebelständiger Putzbau mit wissenschaftlich-dokumentarischem Wert, baugeschichtlich von Bedeutung. zweigeschossig, Giebel zweiachsig, giebelständig, einseitig Krüppelwalmdach, saniert, Biberschwanzdeckung mit gemörteltem Ortgang, Holzklappläden im Erdgeschoss um 1930, Ensemble mit Nummer 9 und 11 (diese keine Denkmäler mehr) | 08966173 |
| Weitere Bilder                          | Wohnhaus in offener Bebauung | Brückenstraße 16 (Karte)              | 19. Jh.                              | Obergeschoss zum Teil Fachwerk verputzt, einfacher Wohnbau in ortsbildcharakterisierender Lage am Kirchberg, baugeschichtlich von Bedeutung. zweigeschossig, traufständig, Nähe Kirche, Erdgeschoss Bruchstein-Mauerwerk, Obergeschoss Ziegel-Mauerwerk und Reste von Fachwerk-Konstruktion mit Ziegelausfachung, Satteldach mit neuer Ziegeldeckung | 08966171 |
| Weitere Bilder                          | Wohnhaus in offener Bebauung und in Ecklage Ratsberg, mit angebautem Nebengebäude | Brückenstraße 18 (Karte)              | um 1800                              | Obergeschoss Fachwerk, Zeugnis der alten Ortskernbebauung am Ratsberg, in Nähe Pfarrhof und Kirche, durch erhöhte Lage in Kirchnähe von städtebaulichem und baugeschichtlichem Wert. zweigeschossig, Obergeschoss Fachwerk (aufgebrettert), Krüppelwalmdach ziegelgedeckt, Haustür aufgearbeitet, Fenster neu, neuer Fassadenputz, Dach mit einfach stehendem Stuhl | 08966169 |
| Weitere Bilder                          | Wohnhaus in offener Bebauung | Brückenstraße 22 (Karte)              | Anfang 19. Jh.                       | wirkungsvoller straßenraum- und ortsbildprägender Fachwerkbau in Hanglage, in Nähe Markt und Einmündung Hintergasse, Zeugnis alter Ortsstruktur, baugeschichtlich von Bedeutung. zweigeschossig, Obergeschoss Sichtfachwerk neu mit Holznägeln, traufständig, Erdgeschoss massiv, Krüppelwalmdach neu gedeckt, Fenster neu | 08966165 |
|                                         | Wohnhaus in offener Bebauung und in Ecklage Hintergasse | Brückenstraße 24 (Karte)              | Ende 18. Jh.                         | Obergeschoss Fachwerk, von der Brückenstraße zurückgesetzt, Ensemble mit Nachbarbebauung Nummer 26, Lage: nahe am Markt, baugeschichtlich von Bedeutung. zweigeschossig, Obergeschoss Sichtfachwerk, Erdgeschoss massiv und zum Teil verändert, Satteldach | 08966162 |
|                                         | Wohnhaus in halboffener Bebauung und in Ecklage Am Mühlgraben | Brückenstraße 28 (Karte)              | Ende 18. Jh.                         | schlichter Putzbau mit Krüppelwalmdach, das Straßenbild akzentuierender Kopfbau in Ecksituation, Dokumentationswert, baugeschichtlich von Bedeutung. zweigeschossig, vierachsig, traufständig, Giebel zur Gasse Am Mühlgraben dreiachsig, Krüppelwalmdach, Massivbau, auch im Obergeschoss dicke Wände (vermutlich Massivbau), wichtige straßenbildprägende Situation, Fenster im Erdgeschoss innen mit Korbbögen, Wandstärke im Erdgeschoss zirka 60 Zentimeter | 08966176 |
| Weitere Bilder                          | Wohnhaus in halboffener Bebauung | Brückenstraße 30 (Karte)              | Ende 18. Jh.                         | Putzbau mit Mansarddach, straßenbildprägender Spätbarockbau, wissenschaftlich-dokumentarisch und baugeschichtlich von Bedeutung. zweigeschossig, fünfachsig, traufständig, ausgebautes Mansardgeschoss, neue Dacheindeckung, Putzfassade, saniert, Ladeneinbau, straßenraumprägend | 08966174 |
| Weitere Bilder                          | Wohnhaus (ehem. Postamt) | Brückenstraße 32 (Karte)              | um 1890                              | Wohnhaus in offener Bebauung, ehemaliges Postgebäude, mit seitlicher Einfriedung; markante Lage gegenüber dem Gründerzeithaus Nummer 47, als alte Post von ortshistorischem Bedeutungswert zweigeschossig, fünfachsig, ausgebautes Dachgeschoss, Satteldach mit Biberschwanzdeckung, Putzfassade neu, Kunststeingliederung, ehemaliges Postamt im Erdgeschoss, original: Haustür und Oberlicht, Innentüren, Treppenhaus, Einfriedung: zwei Ziegelpfeiler mit Kunststein-Abdeckplatten und Bruchsteinmauer | 08966178 |
|                                         | Papierfabrik Wiede & Söhne (ehem.): Papierfabrik mit Zellstoffaufbereitung (Haus Nr. 14), Laugenregenerierung (Haus Nr. 19), Transformatorenstation (Haus Nr. 65), Autowerkstatt (Haus Nr. 70), Kupferschmiede (Haus Nr. 74), Verwaltungsgebäude (Haus Nr. 78 und 79), Werkstatt und Verwaltung (Haus Nr. 80), Verwaltungsgebäude (Haus Nr. 80a) mit Speisesaalanbau, weiterhin Hofpflasterung sowie Lager, Konsum und Pförtner (Haus Nr. 82 und 97, ehemals Fabrikfeuerwache) | Fabrikstraße 5 (Karte)                | 1892–1893, später erweitert (Fabrik) | alte Ortslage Pauschwitz, eindrucksvolle Gesamtanlage mit hervorgehobener ortsgeschichtlicher und städtebaulicher Bedeutung, technikgeschichtliche Relevanz, beeinflusste die Ortsentwicklung (siehe benachbarte Villenbauten, Säuglingsheim u. a.) Zellstoffaufbereitung (Nummer 14/1916), Laugenregenerierung (Nummer 19/1962), Transformatorenstation (Nummer 65/1965), Autowerkstatt (Nummer 70/1922), Kupferschmiede (Nummer 74/1922), Verwaltungsgebäude (Nummer 78 und 79/1921), Werkstatt und Verwaltung (Nummer 80/1932), Verwaltungsgebäude (Nummer 80a/1921) sowie Lager, Konsum und Pförtner (Nummer 82 und 97, ehemals Fabrikfeuerwache) | 08966363 |
| Weitere Bilder                          | Villa | Fischerweg 3 (Karte)                  | um 1910                              | alte Ortslage Pauschwitz, eine der zur Papierfabrik gehörigen Direktorenvillen im Landhausstil, mit ortshistorischer Wertigkeit. eingeschossig, vielgliedrige Dachlandschaft, Bruchsteinsockel, Putzfassade mit Klinker- und Putzgliederung, Plastfenster entstellend!, zweiflügelige Haustür wurde aufgearbeitet, original: Haustür mit Gitter und Oberlicht, Dachstuhl | 08966183 |
| Weitere Bilder                          | Wohnhaus in offener Bebauung und in Ecklage | Grimmaische Straße 1 (Karte)          | 18. Jh.                              | den Ortskern prägender, schlichter Wohnbau mit barockem Mansarddach, Nähe zur Pfarrkirche, baugeschichtlich von Bedeutung; mit Ladeneinbau, zweigeschossig, vierachsig, traufständig, Putzfassade, Erdgeschoss zwei Naturstein-Fenstergewände, saniert, Mansarddach mit Biberschwanzdeckung, neue Holzfenster, Lage in Nähe der Kirche, Fassadensanierung nicht gerade gelungen, aber Objekt vorerst weiter als Denkmal führen (Absprache UDSB), Sanierung 1994/95 mit Genehmigung | 08966134 |
|                                         | Wohnhaus in geschlossener Bebauung | Grimmaische Straße 4 (Karte)          | um 1890                              | mit Ladeneinbau, für die Kulturlandschaft typischer kleiner städtischer Wohnbau, Bestandteil des Ortszentrums gegenüber der Einmündung Pfarrgasse, baugeschichtlich und ortsgeschichtlich von Bedeutung. zweigeschossig, fünfachsig, Putzfassade, saniert, Satteldach mit neuer Biberschwanzdeckung, Hauseingang entstellend | 08966139 |
| Weitere Bilder                          | Rats-Apotheke | Grimmaische Straße 10 (Karte)         | um 1895                              | Wohnhaus in halboffener Bebauung und in Ecklage Blumenweg, mit Apotheke; gründerzeitliche Putzfassade mit Eckbetonung, städtebaulich unverzichtbarer Wohn- und Geschäftshausbau, ortsbildprägend schräg gegenüber dem Rathaus, baugeschichtlich und ortsgeschichtlich von Bedeutung; zweigeschossig, Putzfassade, Ecke dreigeschossig, reicher Gründerzeitdekor, Ziegeldach, schräg gegenüber Rathaus | 08966142 |
|                                         | Wohnhaus in geschlossener Bebauung | Grimmaische Straße 18 (Karte)         | 2. Drittel 19. Jh.                   | typischer kleinstädtischer Wohnbau, einfacher Putzbau, auf sehr schmalem Grundstück errichtet, Bestandteil der alten Ortsstruktur, sozialgeschichtlich von Bedeutung. Zweigeschossig, dreiachsig, Satteldach ziegelgedeckt mit zwei kleinen (neuen) Gaupen, Putzfassade, original: Haustür und Fenster, teilunterkellert | 08966146 |
| Weitere Bilder                          | Villa | Grimmaische Straße 36 (Karte)         | um 1905                              | Putzbau mit Fachwerkelementen, im Straßenbild auffallender anspruchsvoller Wohnbau, baugeschichtlich von Bedeutung; zweigeschossig, Putzfassade, vielgliedrige Dachlandschaft, Fenster neu | 08966149 |
| Weitere Bilder                          | Bahnhof Trebsen/Mulde | Grimmaische Straße 39 (Karte)         | 1911                                 | Ehemaliger Bahnhof mit Empfangsgebäude, daran angebautem Güterschuppen, Waage, Nebengebäude sowie Handschwengelpumpe mit Brunnenschacht; geschlossen erhaltenes Ensemble von Bahnhofsbauten, typisches Beispiel eines Bahnhofsgebäudes im Heimatstil, verkehrshistorisches Zeugnis für die Ortsentwicklung. Handschwengelpumpe bezeichnet: MAW/HP90L/82600.03/1966, mit Brunnenschacht, Empfangsgebäude: Bruchsteinsockel, zweigeschossig, Erdgeschoss verputzt, Sohlbänke und Stürze aus Rochlitzer Porphyrtuff, Obergeschoss verbrettert, original: Fenster und Türen, ausgebautes Dachgeschoss, Biberschwanzdeckung, Güterabfertigung: Bruchsteinsockel, vollständig verbrettert, Ziegeldach, große Hechtgaupe, Nebengebäude: Eisenbahner-Wohnhaus mit Schuppen, eingeschossig, gusseiserne Handschwengelpumpe (bezeichnet 1966) | 08966193 |
|                                         | Wohnhaus in offener Bebauung | Grimmaische Straße 41 (Karte)         | um 1925                              | einfacher Putzbau, Drempel und Giebel verbrettert, Lage: am beschrankten Bahnübergang, städtebaulich wichtiger Wohnbau im Ensemble des Bahnhofskomplexes, ortsentwicklungsgeschichtlich von Bedeutung. Bruchsteinsockel, Putzfassade, „Drempel“ und Giebelspitzen verbrettert, Dachhaus, Biberschwanzdeckung, originale Fenster, leerstehend, Stürze und Sohlbänke der Fenster aus gesägtem Porphyrtuffwerkstein, gleiche Bauauffassung wie Bahnhofsgebäude, evtl. Wohnhaus des Schrankenwärters | 08966194 |
|                                         | Wohnhaus in offener Bebauung | Hintergasse 3 (Karte)                 | 2. Drittel 19. Jh.                   | eingeschossiges Wohnhaus in Giebelstellung, in Nähe zum Markt, von sozialgeschichtlicher Bedeutung. eingeschossig, Satteldach ziegelgedeckt, giebelständig, Putzbau | 08966167 |
|                                         | Wohnhaus in offener Bebauung, mit daran angebautem Nebengebäude und Einfriedungsmauer | Hintergasse 5 (Karte)                 | vor 1800                             | Wohnhaus einfacher Putzbau mit Krüppelwalmdach, in Nähe des Marktes, baugeschichtlich und ortshistorisch bedeutsam. Wohnhaus: zweigeschossig, fünfachsig, Erdgeschoss massiv, ein Rundbogen und Fenstergewände im Erdgeschoss aus Rochlitzer Porphyrtuff, Putzfassade, Giebel zweiachsig, Frackdach, Erdgeschoss sehr dicke Mauer, giebelständig zur Gasse, Stall: angebaut an Wohnhaus, um 1860, ziegelgedecktes Satteldach, Putzfassade, Einfriedung: ca. 1,80 m hohe Bruchsteinmauer (verputzt) | 08966166 |
| Weitere Bilder                          | Gasthaus Zum Anker | Markt 1 (Karte)                       | um 1800                              | Gasthaus und rückwärtiges Nebengebäude; Bedeutung für die Ortsgeschichte, städtebaulich wichtig in Ecksituation zur Grimmaer Straße neben dem Rathaus, besonders die zu vermutenden Bretterdecken im Innern von wissenschaftlichem Interesse; Gasthaus: Ecklage Grimmaer Straße, zweigeschossig, achtachsig, Putzfassade, Obergeschoss Fachwerk, innen sind Bretterdecken zu vermuten, Stallgebäude, zum Pfarrhof hin: Bruchsteinbau, Tür- und Fensterrahmungen rote Ziegel, Satteldach ziegelgedeckt, unsaniert, Einbau Bowlingbahn angedacht, großes Scheunentor, um 1890 | 08966141 |
|                                         | Wohnhaus in geschlossener Bebauung | Markt 3 (Karte)                       | um 1895                              | Ziegelfassade, typisch kleinstädtischer Wohnbau der Gründerzeit, stadtbildprägende Lage am Markt, baugeschichtlich von Bedeutung. zweigeschossig, fünfachsig, Bruchsteinsockel, Ziegelbau mit verputztem Erdgeschoss, ausgebautes Dachgeschoss, Fenster neu, Haustür original | 08966159 |
|                                         | Wohnhaus in geschlossener Bebauung | Markt 4 (Karte)                       | 2. Hälfte 18. Jh.                    | den städtischen Hauptplatz charakterisierendes Wohngebäude der alten Marktbebauung mit verputztem Fachwerk-Obergeschoss, baugeschichtlich von Bedeutung. Satteldach mit neuer Biberschwanzdeckung, Erdgeschoss massiv, Obergeschoss Fachwerk, Erdgeschoss um 1930 verändert, zweigeschossig, giebelseitiger Anbau zur Marktseite, Altliste | 08966160 |
|                                         | Wohnhaus in offener Bebauung und rückwärtiges Nebengebäude | Markt 9 (Karte)                       | um 1800                              | auffallend breitgelagerter Baukörper, Obergeschoss zum Teil Fachwerk, unverzichtbarer Bestandteil der alten Marktbebauung an abschüssigem Weg hin zur Hintergasse, baugeschichtlich von Bedeutung. Wohnhaus: zweigeschossig, Obergeschoss Fachwerk, Marktseite verputzt, breitgelagerter Baukörper, Giebel und Rückseite Fachwerk aufgemalt, Krüppelwalmdach Ziegeldeckung Nebengebäude rückwärtig: Stall, Erdgeschoss massiv, Obergeschoss Fachwerk offenliegend, Satteldach Ziegeldeckung, Mitte 19. Jahrhundert | 08966161 |
|                                         | Wohnhaus (über winkelförmigem Grundriss) in halboffener Bebauung | Markt 10 (Karte)                      | um 1800                              | Obergeschoss vermutlich Fachwerk, die ursprüngliche Marktbebauung dokumentierendes Gebäude, Grundstück reicht bis zur Hintergasse, ortsbildgestaltend und baugeschichtlich von Bedeutung. zweigeschossig, sechsachsig, Ziegeldach, Erdgeschoss massiv, Obergeschoss vermutlich Fachwerk | 08966163 |
|                                         | Wohnhaus in halboffener Bebauung und in Ecklage Hintergasse | Markt 11 (Karte)                      | um 1870                              | schlichtes und dennoch repräsentativ wirkendes Wohngebäude vor dem Einzug gründerzeitlicher Mietshausbaugesinnung, Zwillingsfenster im Giebel, baugeschichtlich von Bedeutung. Putzbau, Ziegeldach neu, Satteldach, zweigeschossig, fünfachsig, Haustür entstellend, Fenster mit Holzläden, saniert, teilunterkellert | 08966164 |
| Weitere Bilder                          | Rathaus | Markt 13 (Karte)                      | 1924–1925                            | stattlicher Putzbau mit Mansarddach und Dachreiter, im traditionalistischen Stil der 1920er Jahre, platz- und ortsbildbeherrschender Bau in Korrespondenz zur Kirche, Zeugnis gemeindlicher Selbstverwaltung, baugeschichtlich, ortsgeschichtlich und platzbildprägend von Bedeutung; zweigeschossig, ausgebautes Dachgeschoss, Mansardwalmdach mit Turmaufsatz, Putzfassade, Natursteinsockel, saniert, traufständig mit sieben Achsen zur Grimmaischen Straße | 08966145 |
| Weitere Bilder                          | Wohnhaus in offener Bebauung, ehemals Kinderheim | Pauschwitzer Straße 26 (Karte)        | 1916                                 | alte Ortslage Pauschwitz, Putzfassade mit drei beachtenswerten Keramikmedaillons, am 1. Juli 1916 von Frau Else Wiede als Säuglingsheim eröffnet, sozialgeschichtlich und ortsgeschichtlich von Interesse als Einrichtung der ansässigen Papierfabrik Wiede & Söhne, Seltenheitswert. zweigeschossig, vierachsig, Dachhaus, Putzfassade, entstellende Fenster-Rollläden heute, Ziegeldach, Aufnahme in Absprache Müller/Unteidig/Brockow | 08966362 |
| Weitere Bilder                          | Filmtheater Albert Kuntz | Pauschwitzer Straße 30 (Karte)        | 1953–1955                            | Kino (mit originaler Ausstattung) sowie Vorplatzgestaltung (mit Treppenanlage, Einfriedung und zwei Werbehäuschen/Anzeigensäulen); alte Ortslage Pauschwitz, repräsentativer Bau in ortsbildgestaltender Lage, Seltenheitswert, wissenschaftlich-dokumentarische Bedeutung, baugeschichtlich und baukünstlerisch von Interesse, Erinnerungswert, Bedeutung für die Volksbildung, architekturhistorischer Wert als erster Kinotheaterneubau nach dem Krieg im Bezirk Leipzig, im Stil der Nationalen Bautradition zweigeschossig, repräsentativer Bau in zurückgesetzter Lage, kleine Freitreppe mit vier flachen Stufen und zwei Standlampen, Ziegelbau mit Putzfassade, Gliederungselemente rötlich eingefärbter Kunststein, Flachdach, original: Türen, überwiegend Fenster, Gitter, Lampe am Nebeneingang, komplette Ausstattung erhalten, u. a. Bestuhlung, Filmvorführmaschinen, Vorhang, Lampen, zwei kleine Vitrinenbauten für Filmanzeigen: Ziegelsockel mit rötlichem Verputz, oben Holzvitrine, Umbauarbeiten, u. a. Einbau Büro im Eingangsbereich/Windfang: dort erhalten noch Fußbodenfliesen aber Laminat darüber, Vitrinen mit Holzrahmen, Windfangtür zum Foyer, im Foyer: Fußbodenfliesen und Türen und Heizkörperverkleidungen und Wanduhr und eiserne Türstopper und Deckenkehle, Saal: erneuert zwei Zugangstüren an den nun verkleinerten Eingängen in den Saal vom Foyer aus, Decke mit Oberlichtfeld und Bemalung, Steinholzfußboden, Ausgangs(not)türen seitlich, Bühnenbande mit zwei Eisengittern, alter Vorhang, 10 Stuhlreihen mit Holzklappstühlen à 16 Plätze, Wandverkleidungen im hohen Sockelbereich mit Heizkörperverkleidungen, Stoff-Wandbespannung unter den jüngeren Kunststoffbahnen, seitlicher Zugang: Treppenhaus, Eingangstür, Vorführraum: Projektoren wurden bereits ungenehmigt entfernt und verkauft, noch vorhanden Telefon, Wanduhr | 08966181 |
|                                         | Villa mit Einfriedung, Steinkreuz im Sockel der Terrasse sowie Garten mit altem Gehölzbestand und Gartenpavillon an der Werksstraße | Pauschwitzer Straße 41 (Karte)        | 1913                                 | alte Ortslage Pauschwitz, herrschaftlich wirkender Villenbau mitortshistorischer Bedeutung, eine von drei Villen der Direktoren der Papierfabrik, Wohnhaus Johannes Wiede zweigeschossig, ausgebautes Dachgeschoss, saniert, Fenster und biberschwanzgedecktes Dach neu, hoher Bruchsteinsockel, ostseitig Wintergarten und Veranda, Ensemble mit Nummer 41, original: Haustür mit Gitter, Kellergitter, Garten mit altem Gehölzbestand und hölzernem Gartenpavillon an der Fabrikstraße, Einfriedung: Klinkerrollschicht, verputzte Ziegel- bzw. Kunststeinpfeiler und Holzlattenzaun | 08966187 |
|                                         | Villa mit Einfriedung und Garten mit altem Gehölzbestand | Pauschwitzer Straße 43 (Karte)        | 1913                                 | alte Ortslage Pauschwitz, ansprechender Wohnbau im Reform- und Heimatstil, Bestandteil des fabriknahen Villenviertels, Bedeutung für die Ortsgeschichte zweigeschossig, Putzfassade, ausgebautes Dachgeschoss, Terrasse, Ziegeldach, Treppenhaus-Risalit, Ensemble mit Nummer 41, original: überwiegend Fenster, Terrassentür, Fensterladen Dachhaus, auf der Terrassenseite und im Erdgeschoss Treppenhaus-Seite, Einfriedung: Klinkersockel, verputzte Ziegel- und Kunststeinpfeiler, Holzlattenzaun, Garten mit altem Gehölzbestand | 08966186 |
| Weitere Bilder                          | Papierfabrik Wiede & Söhne (ehem.); später VEB Zellstoff- und Papierfabrik Trebsen: Ehemaliger Speisesaal mit Küchentrakt einer Papierfabrik | Pauschwitzer Straße 45 (Karte)        | um 1960                              | alte Ortslage Pauschwitz, Sozialbau der volkseigenen Papierfabrik, sozialhistorisch bedeutsam und Dokument für den großen Stellenwert des Betriebes im Raum Trebsen, ortsgeschichtlich von Bedeutung; Bruchsteinsockel, Putzfassade, Satteldach mit Biberschwanzdeckung, Eingang dreitürig, zwei Wandlampen, fünf Stufen, Treppenwangen aus Naturstein-Mauerwerk mit Eisengitter, großer Saal, heute Betriebsgelände der Julius Schulte Trebsen GmbH | 08966189 |
| Direkt Bild zu diesem Denkmal hochladen | Papierfabrik Wiede & Söhne (ehem.); Wappenstein | Pauschwitzer Straße 45 (Karte)        | 1893 (?) (Wappenstein)               | aus Rochlitzer Porphyrtuff, ehemals am zweigeschossigen Produktionsgebäude (?) im westlichen Fabrikhof, heute im Eingangsbereich der Papierfabrik Julius Schulte aufgestellt, ortsgeschichtlicher Wert. Papierfabrik siehe auch: Fabrikstraße 6 | 08966366 |
| Weitere Bilder                          | Lindenhof | Pauschwitzer Straße 48 (Karte)        | 19. Jh.                              | Wohnstallhaus (Pauschwitzer Straße 48), Seitengebäude (Straße des Aufbaus 16b, mit Kumthalle) sowie Hofpflasterung und Einfriedungsmauer eines Dreiseithofes; alte Ortslage Pauschwitz, Seitengebäude Obergeschoss Fachwerk, ortsbildbeherrschende Hofanlage gegenüber Einmündung Fabrikstraße, mit Dokumentationswert, baugeschichtlich und ortsgeschichtlich von Bedeutung; Wohnstallhaus: zweigeschossig, elf Achsen, giebelständig (drei Achsen), Krüppelwalmdach mit Ziegeldeckung, Putzfassade, Bruchsteinsockel, teilunterkellert, Stallgebäude: zweigeschossig, zwei Tore, Kumthalle mit drei Bögen, zwei Sandsteinsäulen, Obergeschoss Sichtfachwerk, Krüppelwalmdach mit Altziegeln und fünf Fledermausgaupen | 08966182 |
|                                         | Villa und Gartenpavillon | Pauschwitzer Straße 54 (Karte)        | 1910                                 | alte Ortslage Pauschwitz, von einem der drei Direktoren der Papierfabrik zu eigenen Wohnzwecken errichtetes Gebäude im Heimatstil, Lage: gegenüber Straßenzufahrt zur Fabrik, ortshistorische Bedeutung, Bestandteil des Villenquartiers an der Papierfabrik. eingeschossig, Putzfassade, Massivbau, Heimatstil, ausgebautes Dachgeschoss, Ziegeldach, original: Haustür, Treppenhaus, Innentüren (überwiegend mit Klinken), ein brauner Kachelofen im Dachgeschoss, Fenster im Dachgeschoss | 08966188 |
|                                         | Altes Kantorat | Pfarrgasse 3; 4 (Karte)               | Mitte 19. Jh.                        | Ehemaliges Kantorat, heute Wohnhaus (mit zwei Hausnummern) und Nebengebäude; Wohnhaus stattlicher Putzbau in unmittelbarer Nachbarschaft zur Stadtkirche, Nebengebäude Lehmbau, ortsgeschichtlicher und wissenschaftlich-dokumentarischer Wert; Kantorat: zweigeschossig, zehn Achsen, Giebel drei Achsen, zwei Eingänge, Rahmungen aus Rochlitzer Porphyrtuff, ziegelgedecktes Satteldach, Bruchstein-Ziegel-Mauerwerk, Haustüren original, Fenster alt (Kantorat bezeichnet 1708 ?), Nebengebäude: Bruchsteinsockel, Lehmbau massiv, Krüppelwalmdach mit Ziegeldeckung, direkt am Kirchhof gelegen, Nähe Brückenstraße 2 | 08966136 |
| Weitere Bilder                          | Pfarrhaus | Pfarrgasse 5 (Karte)                  | um 1520                              | im Ortsbild auffallender Baukörper mit großem Walmdach, Obergeschoss zum Teil in Fachwerk, Sitznischenportal der Renaissance, gegenüber der Kirche gelegen, ortshistorisch und baugeschichtlich bedeutsam. zweigeschossig, Putzbau, Fenstergewände Rochlitzer Porphyrtuff, Sitznischenportal, originale Windfangtür um 1890, ziegelgedecktes Walmdach mit Fledermausgaupen, Eingangstür um 1520 | 08966135 |
|                                         | Wohnhaus in offener Bebauung und in Ecklage Grimmaische Straße | Pfarrgasse 6 (Karte)                  | 1. Hälfte 19. Jh.                    | mit Ladeneinbau, schlichte Putzfassade mit Krüppelwalmdach, typisch kleinstädtischer Wohnbau, originale Ladenfront von 1895, Bestandteil der historischen Ortsstruktur, heimatgeschichtlich von Bedeutung; zweigeschossig, sechsachsig, Putzfassade, Ladeneinbau um 1895, Krüppelwalmdach ziegelgedeckt, wichtig für Straßenzusammenhang, vgl. Nummer 1 und Wurzener Straße 6-8, Sockel Bruchsteinmauerwerk, Nähe Kirche und Markt, Bauphase nach den giebelständigen Häusern (vgl. Wurzener Platz 6/7/8) | 08966144 |
| Weitere Bilder                          | Ev. Stadtkirche Trebsen | Pfarrgasse 7 (Karte)                  | im Kern 2. Hälfte 12. Jh.            | Kirche (mit Ausstattung), Kirchhof mit Einfriedung und Grabmale an der Kirchenaußenwand sowie Grabanlage; spätgotische Saalkirche, barock überformt, im Kern wohl noch romanische Reste, Sakralbau mit ortshistorischem und kunstgeschichtlichem Wert, ortsbildbeherrschende Lage - spätbarocker Grabstein, eingemauert und verwittert, Sandstein - drei Marmorplatten Nordseite an der Sakristei (1805, 1845, 1847) - Windfang Nordseite mit gotischem Natursteinportal, Kirchhofs-Einfriedung (bezeichnet 1628), - Grabstätte mit Bruchsteinmauer-Einfriedung | 08966137 |
| Weitere Bilder                          | Friedhof Trebsen | Seelingstädter Straße 3 (Karte)       | 20. Jh.                              | Sachgesamtheit Friedhof Trebsen (mit Einzeldenkmalen siehe Obj. 08966157): Verwalterhaus, Friedhofskapelle als Putzbau mit vielgliedriger Dachlandschaft von baugeschichtlich von Bedeutung, Gefallenendenkmal des 1. Weltkriegs als eine aufwendig gestaltete Anlage mit rundem gestuftem Mittelbau mit Inschriftstelen sowie Brunnenhäuschen und vier Sitzbänken (Granit) in der Mittelachse des Friedhofes, und wertvolles Erbbegräbnis der Fabrikantenfamilie Wiede von Bildhauer Georg Wrba, Dresden – Gesamtanlage von ortshistorischer und baugeschichtlicher Bedeutung | 08966156 |
| Weitere Bilder                          | Einzeldenkmale von Friedhof Trebsen | Seelingstädter Straße 3 (Karte)       | 1912                                 | mehrere Einzeldenkmale der Sachgesamtheit Friedhof Trebsen (siehe Obj. Obj. 08966156): Friedhofskapelle als Putzbau mit vielgliedriger Dachlandschaft, Gefallenendenkmal des 1. Weltkriegs als eine aufwendig gestaltete Anlage mit rundem gestuftem Mittelbau mit Inschriftstelen sowie Brunnenhäuschen und vier Sitzbänken (Granit) in der Mittelachse des Friedhofes sowie Gefallenendenkmale für die Gefallenen der Orte Trebsen, Pauschwitz, Bach, Rothersdorf, Wednig, Walzig, (siehe auch ergänzende Aufstellung geschützter Grabmale) und wertvolles Erbbegräbnis der Fabrikantenfamilie Wiede von Bildhauer Georg Wrba, Dresden, - Kapelle (Putzbau, Ziegeldach neu, vielgliedrige Dachlandschaft, Bruchsteinsockel, kleine Apsis mit drei farbig verglasten Rundbogenfenstern, original: Türen mit Klinken, einige farbige Bleiglasfenster), Brunnen (porphyrfarbener Kunststein, Toranlage) und Verwaltungsgebäude (eingeschossig, ausgebautes Dachgeschoss, Mansardgiebelwalmdach mit Biberschwanzdeckung, saniert, Holzfenster neu, Bruchsteinsockel, Putzfassade) – orts- und baugeschichtliche Bedeutung, künstlerisch und gärtnerische Bedeutungen | 08966157 |
| Weitere Bilder                          | Wohnhaus in offener Bebauung | Straße des Aufbaues 2; 4; 6 (Karte)   | 1953                                 | alte Ortslage Pauschwitz, als Lehmbau der Zeit nach 1945 von hoher wissenschaftlicher Wertigkeit. zweigeschossig, Putzfassade, Bruchsteinsockel, Lehm-Ziegel-Bau, original: Haustür, Wohnungstüren, Kellertür, Treppenhaus, Kellerfenster, nach Sanierung Denkmalwert verringert (Kunststofffenster ohne Unterteilung, Dämmung, Fensterbleche mit sehr weitem Abstand, aufgesetzte Fassadengliederungselemente) | 08966184 |
| Weitere Bilder                          | Wohnstallhaus (Pauschwitzer Straße 48), Seitengebäude (Straße des Aufbaus 16b, mit Kumthalle) sowie Hofpflasterung und Einfriedungsmauer eines Dreiseithofes | Straße des Aufbaus 16b (Karte)        | 19. Jh.                              | alte Ortslage Pauschwitz, Seitengebäude; Obergeschoss Fachwerk, ortsbildbeherrschende Hofanlage gegenüber Einmündung Fabrikstraße, mit Dokumentationswert, baugeschichtlich und ortsgeschichtlich von Bedeutung; Wohnstallhaus: zweigeschossig, elf Achsen, giebelständig (drei Achsen), Krüppelwalmdach mit Ziegeldeckung, Putzfassade, Bruchsteinsockel, teilunterkellert, Stallgebäude: zweigeschossig, zwei Tore, Kumthalle mit drei Bögen, zwei Sandsteinsäulen, Obergeschoss Sichtfachwerk, Krüppelwalmdach mit Altziegeln und fünf Fledermausgaupen | 08966182 |
|                                         | Wohnhaus in offener Bebauung und rückwärtiger Bergkeller | Thomas-Müntzer-Gasse 7 (Karte)        | Anfang 19. Jh.                       | ländliches eingeschossiges Wohnhaus, giebelständig zur Straße, eines der wenigen erhaltenen baulichen Dokumente, die ehemals für ärmere Bevölkerungsschichten errichtet wurden, sozialgeschichtlich von Bedeutung im Erdgeschoss Wände ca. 40 cm dick (Massivlehm?) | 08966125 |
| Weitere Bilder                          | Brunnenhaus | Thomas-Müntzer-Gasse 16 (vor) (Karte) | Ende 19. Jh. oder Anfang 20. Jh.     | oktogonales Brunnenhaus aus Ziegel-Mauerwerk, baugeschichtliches und ortshistorisches Dokument, Seltenheitswert. Nähe Wirtschaftshof des Rittergutes, Blickbeziehung zu Schloss Trebsen, Ziegel-Mauerwerk, Bruchsteinsockel, geschweiftes Dach, zugewuchert, Eingang auf der straßenabgewandten Seite über drei Betonstufen | 08966127 |
|                                         | Wohnhaus | Wedniger Straße 5 (Karte)             | Ende 18. Jh.                         | alte Ortslage Pauschwitz, eingeschossiger Massivbau mit Fachwerkaufbau, interessanter Baukörper mit Dokumentationswert, baugeschichtlich von Bedeutung. Fachwerk-Wohnhaus, Erdgeschoss massiv, teilweise eingestürzt/ruinös, original: Haustür mit Natursteingewände (Korbbogen mit Schlussstein), Fenster überwiegend, ein Fenster mit Schiebefenster | 08966197 |
|                                         | Altes Kino | Wurzener Platz 1 (Karte)              | 1910–1915                            | Ehemaliges Kino in rückwärtiger Grundstückslage; eines der frühen erhaltenen Kinomathographentheater, Seltenheits- und Erinnerungswert, ortsgeschichtlich von Bedeutung; als Kegelbahn erbaut, Wellblechdach, Giebel Ziegelmauerwerk verputzt, Ostseite als offene Laube mit verzierter Holzkonstruktion, Spielbetrieb bis etwa 1945 | 08966143 |
| Weitere Bilder                          | Wohnhaus und Nebengebäude | Wurzener Platz 6 (Karte)              | um 1820                              | Zeugnis der alten Ortsstruktur mit städtebaulicher Bedeutung insbesondere durch Lage am Kirchberg, giebelständig zum Wurzener Platz, baugeschichtlich und städtebaulich von Bedeutung. zweigeschossig, Giebel zweiachsig, Nebengebäude angebaut im Winkel, einheitliche schwarze Biberschwanzdeckung, Wohnhaus Krüppelwalmdach, Erdgeschoss massiv (Lehm- oder Bruchstein-Mauerwerk), Nähe Kirche, markante Gruppe mit Nummer 7 und 8, Obergeschoss Fachwerk verputzt | 08966131 |
|                                         | Wohnhaus | Wurzener Platz 7 (Karte)              | um 1800                              | mit verputztem Fachwerk-Obergeschoss, ortsbildprägendes giebelständiges Gebäude am Fuße des Kirchberges, mit Dokumentationswert, unverzichtbarer Bestandteil des Ensembles mit Nummer 6 und 8, baugeschichtlich und städtebaulich von Bedeutung: Ensemble mit Nummer 6 und 8, zweigeschossig, giebelständig, zweiachsig, Erdgeschoss Schaufenster und Ladentür eingebaut, Putzfassade, Erdgeschoss massiv, Obergeschoss Fachwerk, Krüppelwalmdach ziegelgedeckt, unterhalb der Kirche gelegen | 08966132 |
|                                         | Wohnhaus | Wurzener Platz 8 (Karte)              | um 1800                              | mit Fachwerk-Obergeschoss, Gebäude im alten Ortskern am Fuße des Kirchberges, mit Dokumentationswert, im Ensemble mit Nummer 6 und 7, baugeschichtlich und städtebaulich von Bedeutung; zweigeschossig, zweiachsig, giebelständig, Krüppelwalmdach ziegelgedeckt, Putzfassade, Erdgeschoss massiv, Obergeschoss Fachwerk, im Ensemble mit Nummer 6 und 7 und durch Lage am Kirchberg unverzichtbar | 08966133 |
|                                         | Bürgerschule (ehem.) | Wurzener Straße 4 (Karte)             | um 1900                              | Schule; gründerzeitliche Putzfassade, ortsbildprägender Baukörper in Korrespondenz zum Trebsener Schloss, Bedeutung für die Ortsgeschichte; dreigeschossig, 11 Achsen, Mittelrisalit, Natursteinsockel, Putzfassade, rechtsseitig Anbau, Rückseite durch Kunststofffenster/Putz/Farbe sehr entstellt, Blickbeziehung zum Schloss, innen neue Türen usw., Saal/Aula im Obergeschoss, Mittelrisalit, Betondachsteine, original: Treppenhaus mit Granitstufen, Windfangtür | 08966130 |
|                                         | Villa mit Einfriedung | Wurzener Straße 7 (Karte)             | um 1885                              | gut gegliederte Putzfassade, pittoresker Wohnbau als Dokument anspruchsvoller kleinstädtischer Wohnkultur, weitgehend original erhalten, baugeschichtlich von Bedeutung; eingeschossig mit Biberschwanzdach, Bruchsteinsockel, Putzfassade mit Putzgliederung, Ziegelbau, Mittelrisalit zweigeschossig mit zwei Achsen und reichem Dekor der Fensterrahmungen (Konsolen, Akroter), Kellerfenster mit Sandsteinrahmungen, Traufe Zahnschnitt, zweiseitiger Treppenaufgang, original: Fenster, Winterfenster im Zwerchhaus, eine Jalousienblende, Holzläden innen, wirkt geradezu pittoresk, Einfriedung: Bruchstein-Mauersockel, Stück gelber Klinkermauer, Eisenzaun zwischen Kunststeinpfeilern | 08966129 |
| Weitere Bilder                          | Wohnhaus, zwei Seitengebäude und Scheune eines Vierseithofes sowie Vorgarten, Hofmauer mit Toreinfahrt und Pforte, Handschwengelpumpe mit Brunnenschacht im Hof | Wurzener Straße 11 (Karte)            | 1886                                 | Wohnhaus mit gut gegliederter Putzfassade, größtes weitgehend unverfälscht erhaltenes Gehöft im Ort, Dokument eines florierenden Landwirtschaftsbetriebes, städtebaulich, baugeschichtlich und ortsgeschichtlich von Bedeutung; Wohnhaus: traufständig, zweigeschossig, fünf Achsen, Putzfassade und Putzgliederung, Fenster-Sohlbänke Sandstein, ziegelgedecktes Satteldach, Bruchsteinsockel, originale Haustür, Fenster teilweise mit Winterfenstern, Vorgarten, Mauer mit Gehöfteinfahrt (Bruchstein-Mauerwerk, Ziegelpfeiler), Pferdestall: Bruchstein-Ziegel-Mauerwerk, Satteldach ziegelgedeckt, große Scheune: Bruchstein-Mauerwerk, ziegelgedecktes Satteldach, Stall: an Wohnhaus angebaut, Bruchstein-Mauerwerk, ziegelgedecktes Satteldach, Fenstergewände im Erdgeschoss Naturstein, im Obergeschoss Speicherluke und Taubenhaus | 08966128 |

## Altenhain
| Bild                                    | Bezeichnung | Lage                                  | Datierung                    | Beschreibung | ID       |
| --------------------------------------- | --- | ------------------------------------- | ---------------------------- | --- | -------- |
| Direkt Bild zu diesem Denkmal hochladen | MUNA | (Karte)                               | 1936–1938 (Munitionsanstalt) | Wachgebäude und Mauer (am Zugang vom Ort aus) einer ehemaligen Munitionsanstalt sowie Kasino/Kulturhaus (mit Saal und Anbau); Dokumentations- und Seltenheitswert, militärhistorische Zeugnisse der 1930er Jahre, ortsgeschichtlich von Bedeutung. | 08966100 |
| Weitere Bilder                          | Gasthof Altenhain | Dorfstraße 1 (Karte)                  | 19. Jh.                      | Gasthof; markante Lage gegenüber der Einmündung Polenzer Straße und in Ecklage Grimmaer Landstraße, die Ortslage in Nähe der Kirche prägender Bau, ortshistorisch Interessant. Zweigeschossig, Putzfassade, zwei Bauphasen durch verschiedene Dächer ersichtlich, originale Haustür mit Klinke | 08966076 |
| Weitere Bilder                          | Alte Schule: Ehemalige Schule, heute Vereinshaus sowie Nebengebäude | Dorfstraße 2 (Karte)                  | 1870, später überformt       | städtebaulich wichtige Gebäudegruppe in Ecklage Polenzer Straße an einer Straßenkreuzung, als Schulbau mit besonderem ortsgeschichtlichem und Erinnerungswert. Wirtschaftsgebäude: alte Dachziegel, Mauerwerk: Ziegel und Bruchstein, Putzfassade, altes Tor, Wohnhaus: zweigeschossig, Putzfassade, Satteldach ziegelgedeckt, Rückseite Tür mit Natursteingewände, Ausbau zum Vereinshaus für Sportvereine vorgesehen | 08966360 |
| Weitere Bilder                          | Wohnstallhaus über winkelförmigem Grundriss, Seitengebäude, Hofpflasterung sowie Einfriedungsmauer eines Bauernhofes | Dorfstraße 16 (Karte)                 | um 1900                      | Putzbauten mit roter Klinkergliederung, ortsbildgestaltendes Ensemble mit wissenschaftlich-dokumentarischem Wert, eindrucksvoller Winkelbau (Wohnstallhaus) mit Windfang, Einfriedungsmauer aus Bruchstein-Mauerwerk, baugeschichtlich und ortsgeschichtlich von Bedeutung; Wohnstallhaus: Winkelbau, Putzfassade mit roter Klinkergliederung, Bruchsteinsockel, Windfang mit originaler Haustür (auch Klinke original, Strukturglas), teilweise Fenster original, Wohnhaus mit Toreinfahrt: ziegelgedecktes Satteldach, Putzfassade mit Klinkergliederung, Hofpflasterung und Einfriedungsmauer aus Bruchstein-Mauerwerk | 08966093 |
| Weitere Bilder                          | Wohnhaus eines ehemaligen Dreiseithofes | Dorfstraße 20 (Karte)                 | um 1800                      | Obergeschoss Fachwerk verputzt, kleiner orts- und landschaftstypischer Fachwerkbau, Dokumentationswert, baugeschichtlich von Bedeutung. zweigeschossig, zweiachsig, rückwärtig Anbau, Erdgeschoss massiv mit dicken Wänden, Obergeschoss Fachwerk verputzt, sehr kleine Fenster, evtl. vor 1800, weiter Traufüberstand, Satteldach mit Betonsteindeckung, ehemals Dreiseithof | 08966094 |
| Weitere Bilder                          | Einfriedungsmauer eines Grundstücks | Grimmaer Landstraße 2 (Karte)         | Mitte 19. Jh.                | Bruchsteinmauer (auf dem Gehweg), ortstypisch, für das Ortsbild wichtig, baugeschichtlich von Bedeutung; ortstypisch! Scheune saniert, daher kein Denkmal, gehörte ursprünglich zum Gasthof, dieser Neuweißenborner Straße 1 | 08966078 |
|                                         | Wohnhaus | Grimmaer Landstraße 8 (Karte)         | vor 1800                     | ortsbildcharakterisierendes Gebäude mit Fachwerk im Obergeschoss, eines der ältesten Bauernhäuser in Altenhain, baugeschichtlich von Bedeutung. zweigeschossig, Obergeschoss Fachwerk, saniert, Holzfenster, Biberschwanzziegel, Satteldach, Giebelspitzen verbrettert, kleines Nebengebäude im Hof: Bruchstein-Mauerwerk, Satteldach ziegelgedeckt, zur Zeit Ausbau | 08966088 |
|                                         | Spritzenhaus | Grimmaer Landstraße 8 (neben) (Karte) | Mitte 19. Jh.                | schlichter kleiner Putzbau mit ziegelgedecktem Satteldach, ortshistorischer Wert; Bruchstein-Mauerwerk, Satteldach ziegelgedeckt, traufständig, Bedeutung für die Volksbildung | 08966089 |
|                                         | Gemeindeamt Altenhain (ehem.) | Grimmaer Landstraße 14 (Karte)        | um 1930                      | ehemaliges Gemeindeamt, heute Wohnhaus; als Verwaltungsbau Dokument der Ortsgeschichte und gemeindlicher Selbstverwaltung; zweigeschossig, traufständig, Bruchsteinsockel, Walmdach, originale Fenster, Biberschwanzziegel | 08966085 |
|                                         | Wohnstallhaus eines Bauernhofes, Handschwengelpumpe und Hofpflasterung | Hauptstraße 10 (Karte)                | um 1800                      | landschaftstypischer giebelständiger Fachwerkbau, Bestandteil der alten Ortsstruktur, baugeschichtlich von Bedeutung; zweigeschossig, Erdgeschoss massiv, Obergeschoss Sichtfachwerk, Krüppelwalmdach mit Biberschwanzdeckung, giebelständig, saniert, Hofpflasterung, gusseiserne Handschwengelpumpe | 08966090 |
|                                         | Wohnstallhaus und Scheune eines Bauernhofes sowie Einfriedungsmauer zum Nachbargrundstück | Hauptstraße 23 (Karte)                | Anfang 19. Jh.               | ortsbildcharakterisierende Hofanlage, Wohnstallhaus Obergeschoss Fachwerk, Scheune massiv, baugeschichtlich von Bedeutung. Wohnstallhaus: zweigeschossig, giebelständig, ziegelgedecktes Satteldach, Obergeschoss Sichtfachwerk, saniert, Scheune: Bruchstein-Mauerwerk, Genehmigung für Dachsanierung liegt vor, aber Geld reicht nicht, Einfriedungsmauer zum Nachbargrundstück Hauptstraße 21 | 08966097 |
| Weitere Bilder                          | Villa | Leulitzer Straße 2 (Karte)            | um 1905                      | malerischer Putzbau im Reformstil, Zeugnis gehobener individueller Wohnbedürfnisse zu Beginn des 20. Jahrhunderts, baugeschichtlich von Bedeutung. nach Sanierung Denkmalwert verringert, aber Bleiglas-Treppenhausfenster restauriert, schönes Kunststeinrelief | 08966101 |
| Weitere Bilder                          | Windmühle Altenhain | Mühlenweg 1a (Karte)                  | um 1870                      | Turmholländer, heute Wohnhaus; landschaftsprägende Windmühle, Dokument eines heute in der Gemeinde Trebsen nicht mehr ausgeübten Gewerbes, technikgeschichtlich von Bedeutung. heute zu Wohnzwecken genutzt, viergeschossig, saniert, Putzfassade, Kegeldach, schiefergedeckt, Wetterfahne, Sandsteintafel mit (kaum lesbarer) Inschrift über der Eingangstür, zugehöriges ehemaliges Müllerwohnhaus kein Denkmal mehr | 08966082 |
| Weitere Bilder                          | Villa | Neuweißenborner Straße 2 (Karte)      | um 1895                      | repräsentatives gründerzeitliches Villengebäude in Ecklage Grimmaer Landstraße, qualitätvoller Bau im Ensemble mit Kirche und Pfarrhaus, baugeschichtlich von Bedeutung. eingeschossig, Drempel, Mittelrisalit, Putzfassade und Sandsteingliederung, Rückseite Standerker, kleiner Giebel mit qualitätvollem Freigespärre, original: Bogenfenster im Risalit mit Ätzglas, Haustür mit Gitter, Holztreppe, Innentüren und Stuck im Flur Erdgeschoss, Bruchsteinsockel mit Eckquadern aus Sandsteinwerksteinen, Sandsteingesims, Fenstergewände Sandstein, könnte auch ehemalige Neue Schule gewesen sein | 08966075 |
| Weitere Bilder                          | Pfarrhaus mit Einfriedung | Neuweißenborner Straße 6 (Karte)      | um 1875                      | gut gegliederte gründerzeitliche Putzfassade, städtebaulich unverzichtbar im Ensemble mit Kirche und Kirchhof, ortsgeschichtlicher Wert. Bruchsteinsockel, zweigeschossig, Putzfassade, ausgebautes Dachgeschoss mit Giebeln mit Freigespärre, rückwärtig Terrasse, Sandsteinportal mit Dreieckgiebel, Fenstergewände Erdgeschoss Sandstein, originale Haustür mit Oberlicht, Fenster alt | 08966072 |
| Weitere Bilder                          | Johanniskirche Altenhain | Neuweißenborner Straße 8 (Karte)      | 1786–1787                    | Kirche (mit Ausstattung), Kirchhof mit Einfriedung, Leichenhaus, Denkmal für die Gefallenen des Ersten Weltkrieges und Grabmälern; barocke Saalkirche mit eingestelltem quadratischem Turm im Rundbogenstil des 19. Jahrhunderts, auf dem Kirchhof Grabmäler drei Eisenkreuze und Grabmal in Form eines Baumstumpfes, Erinnerungswert, Kriegerdenkmal Granitmonolith mit Inschriften, baugeschichtlich, ortsgeschichtlich und ortsbildprägend von Bedeutung. Kirche: Putzfassade, Turmhelm mit Kupferblech, Wetterfahne (Hahn), Ziegeldach, Kirchhof – kleines Leichenhaus: Bruchstein- und Ziegel-Mauerwerk, altes Fenster zur Südseite, Tür mit alten Bändern und Lederlappen bezeichnet 1813, um 1890(?), 1) Eisenkreuz Pastor Braune, 2) Eisenkreuz Braune, 3) Eisenkreuz Ch.D.A. Braune – auf Sandsteinsockeln an der Nordwand der Kirche, Gusseisen, Mitte 19. Jh. 4) Grabdenkmal in Form eines Baumstumpfes, Sandstein, Nordseite Kirche, 19. Jahrhundert, stark verwittert, 5) Kriegerdenkmal: Granitstein (aus Beucha) mit Inschriften (1914–1918 In Dankbarkeit/für Treue bis zum Tod/den für ihr Vaterland gebliebenen/Altenhainern, Namen, Joh. 15, Vers 13), kleine gestaltete Anlage an der Kirche | 08966074 |
| Weitere Bilder                          | Sachgesamtheit Rittergut Altenhain b. Grimma, mit folgenden Einzeldenkmalen: Herrenhaus und Skulptur im Park (siehe Obj. 08966081, Neuweißenborner Straße 20), Wirtschaftsgebäude an der alten Brauerei (siehe Obj. 08966079, Neuweißenborner Straße 12), drei Wohn- und Wirtschaftsgebäude (siehe Obj. 08966080, Zum Rittergut 1–3), Orangerie (siehe Obj. 08966083, Zur Försterei 4) eines ehemaligen Rittergutes, weiterhin Park (Gartendenkmal) mit Teich (Küchenteich) und zum Rittergut verlaufende Allee (Straße: Birnenallee) sowie mit folgenden Sachgesamtheitsteilen: weitere Wirtschaftsgebäude, Reste der Hofpflasterung und Einfriedung | Neuweißenborner Straße 12; 20 (Karte) | 18./19. Jh.                  | Rittergut mit Einzeldenkmalen: Herrenhaus und Skulptur im Park und Wirtschaftsgebäude an der alten Brauerei (Neuweißenborner Straße 12, 20), 3 Wohn- und Wirtschaftsgebäude (Zum Rittergut 1–3), Orangerie (Zur Försterei 4), Park mit Teich und Allee – baugeschichtlich, ortsgeschichtlich und ortsbildprägend von Bedeutung. | 08966364 |
| Weitere Bilder                          | Rittergut Altenhain b. Grimma (Sachgesamtheit); Alte Brauerei: Einzeldenkmal der Sachgesamtheit Rittergut Altenhain b. Grimma: Wirtschaftsgebäude an der alten Brauerei eines ehemaligen Rittergutes (siehe auch Obj. 08966364) | Neuweißenborner Straße 12 (Karte)     | 19. Jh.                      | Teil des Komplexes des Wirtschaftshofes zum ehemaligen Rittergut, städtebaulich und ortsgeschichtlich unverzichtbares Zeugnis. - Stall: nur noch Umfassungsmauern, Abriss vorgesehen, vor 2012 abgebrochen, - Wohnstallhaus: zweigeschossig, saniert, Traufe Klinkersteine, Bruchsteinsockel, im Stallteil preußische Kappen, um 1900, zugehörig zum ehem. Rittergut, - Scheune: Satteldach, Betondachsteine, - Reste der alten Brauerei: Bruchstein- und Ziegel-Mauerwerk, Ziegelbögen, zwei Sandsteinpfeiler, teilweise noch alte Platten, evtl. kleiner Keller noch darunter, ursprünglich Abbruch geplant, vor 2012 abgebrochen | 08966079 |
| Weitere Bilder                          | Rittergut Altenhain b. Grimma (Sachgesamtheit); Schloss Altenhain: Einzeldenkmal der Sachgesamtheit Rittergut Altenhain b. Grimma: Herrenhaus und Skulptur im Park eines ehemaligen Rittergutes (siehe auch Obj. 08966364) | Neuweißenborner Straße 20 (Karte)     | 1859 (Schloss)               | ortsbildbestimmender Bau als Landsitz im Stil des Historismus (Anlehnung an die italienischen Frührenaissance), baugeschichtlich, ortsgeschichtlich und ortsbildprägend von Bedeutung. Schloss: Putzbau mit Sandsteingliederungen, zur Zeit Sanierung, Fenster neu, hohes Sockelgeschoss aus Bruchstein-Mauerwerk, später der Turm angefügt, innen großzügiges Treppenhaus, Park: ursprüngliche Gestaltung nicht mehr erkennbar, einige alte Bäume, aber Zusammenhang über den Teich erkennbar, zwei Sandsteinpfeiler an der Grenze zum Gutshof, Plastik im Garten: Bacchus, Sandsteinfigur auf Postament | 08966081 |
| Weitere Bilder                          | Gedenkstein | (neben) Trebsener Landstraße (Karte)  | 1935                         | Naturstein am Frauenberg, ehemals mit Inschrift, vermutlich im Zusammenhang mit HJ-Vereinshaus errichtet, Geschichtszeugnis aus der nationalsozialistischen Zeit. Monolith, ca. 1,80 m über Erdboden, 1935 vom damaligen Steinbruchbesitzer errichtet für die Hitlerjugend als Treffpunkt, vermutlich ehemals Jahreszahl-Inschrift 20. April 1935, HJ-Vereinshaus vermutlich an der Waldstraße ortsauswärts rechts, Geschichtszeugnisse aus der NS-Zeit ausgesprochen selten in Sachsen | 08966361 |
| Weitere Bilder                          | Wohnstallhaus, Seitengebäude und Schuppen eines Bauernhofes | Trebsener Landstraße 1 (Karte)        | Mitte 19. Jh.                | Wohnstallhaus mit Fachwerk-Obergeschoss, orts- und landschaftstypischer Fachwerkbau in dorfbildprägender Ecksituation, dokumentarischer Wert, die Sitznische am Portal mit Seltenheitswert, baugeschichtlich von Bedeutung; Wohnstallhaus: zweigeschossig, Erdgeschoss massiv, Obergeschoss Sichtfachwerk, ziegelgedecktes Satteldach, saniert, Fenster im Erdgeschoss Porphyrtuff-Sohlbänke, Giebelspitze verbrettert, Stall: Bruchstein-Mauerwerk, Ecken und Fensterrahmungen gelbe Klinker, um 1890, oberer Bereich verbrettert, Speicherluke, Ziegeldeckung, Nebengebäude: ehemaliges Backhaus?, Putzbau, Speicherluke, Dach neu mit Biberschwanzziegeln, vielleicht ehemalige Schäferei | 08966087 |
| Weitere Bilder                          | Spittel Altenhain | Waldstraße 1 (Karte)                  | nachträglich bez. 1640       | Ehemaliges Spittel (Armenhaus), heute Wohnhaus; eingeschossiger Putzbau mit Fachwerkgiebel, als Spittel von ortsgeschichtlicher und sozialhistorischer Bedeutung; erst Hirtenhaus, später Armenhaus eingeschossig, ziegelgedecktes Satteldach, Bruchsteinsockel, Fensterladen, Giebel mit aufgebrettertem Fachwerk, DDR-Liste | 08966098 |
| Weitere Bilder                          | Rittergut Altenhain b. Grimma (Sachgesamtheit); Wirtschaftshof: Einzeldenkmale der Sachgesamtheit Rittergut Altenhain b. Grimma: drei Wohn- und Wirtschaftsgebäude (darunter das Gutsverwalterhaus) eines ehemaligen Rittergutes (siehe auch Obj. 08966364, Neuweißenborner Straße) | Zum Rittergut 1; 2; 3 (Karte)         | 19. Jh.                      | unverzichtbare Bestandteile des Gesamtensembles Nummer 1 und 2: Fachwerkhaus und Scheune: zur Zeit Sanierung, Ziegeldach, Fachwerk um 1800, im Erdgeschoss Fensterrahmungen aus Rochlitzer Porphyrtuff, original: Haustür im Wohnteil, Dachstuhl, Nummer 3: Ställe: Bruchstein-Mauerwerk, Drempel Ziegel-Mauerwerk, Ziegeldeckung, unterschiedliche Bauphasen, Wohnhaus links: dreigeschossig, sechs Achsen, Satteldach ziegelgedeckt, Erdgeschoss Bruchstein-Mauerwerk, Obergeschoss Ziegel verputzt, originale Fenster | 08966080 |
| Weitere Bilder                          | Einfriedungsmauer eines Grundstücks | Zur Försterei 3 (Karte)               | 19. Jh.                      | aus Bruchsteinen, ortsbildcharakterisierende typische Grundstücksumfriedung in Nähe des Schlossparks, ortsbildprägend und baugeschichtlich von Bedeutung; ortstypisch | 08966084 |
| Weitere Bilder                          | Rittergut Altenhain b. Grimma (Sachgesamtheit); Orangerie Altenhain: Einzeldenkmal der Sachgesamtheit Rittergut Altenhain b. Grimma: alte Orangerie eines ehemaligen Rittergutes (siehe auch Obj. 08966364, Neuweißenborner Straße) | Zur Försterei 4 (Karte)               | 18. Jh.                      | Putzfassade mit Mansarddach, kompakter Barockbau von ortshistorischer Bedeutung, ortsbildprägende Wirkung über den Küchenteich im Ensemble mit Schloss, Wirtschaftshof und Park. Barockbau, zweigeschossig, Mansarddach mit Gaupen, Biberschwanzdeckung, Sockel aus Rochlitzer Porphyrtuff, Fenster teilweise noch mit Holzgewände | 08966083 |

## Neichen
| Bild           | Bezeichnung | Lage                                | Datierung                  | Beschreibung | ID       |
| -------------- | --- | ----------------------------------- | -------------------------- | --- | -------- |
| Weitere Bilder | Eisenbahnbrücke über das Mutzschener Wasser                                                                                       | (Karte)                             | um 1875                    | zur Strecke Glauchau-Wurzen (Muldentalbahn) gehörend, Bogenbrücke aus Granitbruchstein-Mauerwerk über das Mutzschener Wasser, verkehrsgeschichtlich von Bedeutung. Wangenmauer und Brückenbogen in Bruchstein-Mauerung, Ziegel-Segmentbogen. Zur GW-Streckengeschichte: Eisenbahnstrecke Glauchau–Wurzen (Streckenkürzel GW), bis 1945 sächsische Hauptbahn, anschließend bis 1967 Nebenbahn, der Bau der Strecke erfolgte in mehreren Bauabschnitten zwischen 1868 bzw. Fertigstellung des Abschnitts Glauchau bis Penig (10. Mai 1875), Abschnitt Rochlitz bis Großbothen (9. Dezember 1875), Abschnitt Penig bis Rochlitz (29. Mai 1876), Abschnitt Großbothen bis Wurzen (30. Juni 1877), geplant war die Strecke zweigleisig, da sie in Preußen weitergeführt werden sollte, wurde jedoch nicht realisiert, deshalb nur eingleisiger Ausbau, Streckenverlauf ab Glauchau durch die private Muldenthal-Eisenbahngesellschaft, 1878 wurde die Gesellschaft verstaatlicht und Fahrzeuge und Strecke von der Königlich Sächsischen Staatseisenbahnen übernommen, Endbahnhof der Strecke war nun der Südbahnhof in Wurzen, der Muldenthalbahnhof (errichtet am 15. Oktober 1879) wurde geschlossen, die Strecke wurde als Nebenbahn betrieben, 15. April 1945 Zerstörung der Rabensteinbrücke zwischen Großbothen und Grimma, 1946 Abbau zw. Großbothen und Grimma als Reparationsleistung, 28. Mai 1967 Einstellung des Zugverkehrs zwischen Grimma und Nerchau, ab 24. September 1967 Wiederaufnahme des Zugverkehrs zwischen Golzern und Wurzen, Mitte der 1970er Streckenerneuerung zwischen Großbothen und Döben, Bau eines Verbindungsbogens mit den Abzweigstellen Leisenau und Muldenbrücke (Direktverbindung Rochlitz und Döbeln), 1. Januar 1970 (Stilllegung Grimma – Golzern), zw. Golzern und Wurzen danach noch Güterverkehr, nach 1990 Einschränkung des Güterverkehrs: Stilllegung des Abschnitts Wurzen–Golzern (2. Juni 1996), Ende der 1990er Jahre Stilllegung des Abschnitts Anschluss Wasserglasfabrik Dehnitz, Einrichtung des Muldentalradwanderweges zwischen Großbothen und Wurzen, 6. Dezember 1999 Einstellung des Zugverkehrs Colditz–Rochlitz, 1999 (Güterverkehr) und 2000/2001 Einstellung des Personenverkehrs auf dem Abschnitt Rochlitz–Wechselburg | 08966103 |
| Weitere Bilder | Villa mit Einfriedung | Ernst-Thälmann-Straße 2 (Karte)     | um 1910                    | Putzfassade mit roter Klinkergliederung, im Ortsbild auffallender gründerzeitlicher Wohnbau, dokumentarischer Wert, baugeschichtlich von Bedeutung. zweigeschossig, Putzfassade, rote Klinkergliederung, geschweifter Giebel, saniert (neue Fenster, entstellender Windfang), Einfriedung: Bruchsteinmauer, Ziegelpfeiler mit grün glasierter Ziegelabdeckung, eiserner Staketenzaun | 08966104 |
| Weitere Bilder | Wohnstallhaus eines Bauernhofes                                                                                                   | Ernst-Thälmann-Straße 5 (Karte)     | 2. Hälfte 18. Jh.          | mit Fachwerk-Obergeschoss, langgestreckter Baukörper, orts- und landschaftstypisch, Dokument dörflicher Bau- und Lebensweise, baugeschichtlich von Bedeutung. Wohnstallhaus: Obergeschoss offen liegendes Fachwerk auf der Hofseite, Straßengiebel massiv, Wohnhaus und Stallanbau kein Denkmal, liegt direkt an der Straße | 08966113 |
|                | Wohnhaus (Nr. 7a), Seitengebäude (Nr. 7), Stallgebäude und Schuppen eines Bauernhofes                                             | Ernst-Thälmann-Straße 7; 7a (Karte) | Mitte 18. Jh.              | wohl ehemals Gasthof, markante Lage an der Richard-Henning-Straße im alten Ortskern gegenüber Pfarrhaus und Mühlgut, gehört zu den ältesten erhaltenen Profanbauten in Neichen, baugeschichtlich und ortsgeschichtlich von Bedeutung. - ursprünglicher Gasthof (Gebäude an der Richard-Henning-Straße): Rückseite teilweise Fachwerk, Ziegel-Satteldach - Wohnhaus: zweigeschossig, Obergeschoss Fachwerk, Erdgeschoss Lehm-Bruchstein-Mauerwerk, Satteldach ziegelgedeckt - Nebengebäude mit Taubenschlag, - Nebengebäude, Satteldach ziegelgedeckt | 08966122 |
| Weitere Bilder | Wohnhaus, Seitengebäude und Einfriedungsmauer eines Bauernhofes                                                                   | Ernst-Thälmann-Straße 11 (Karte)    | um 1800                    | Obergeschoss Fachwerk verputzt, kleiner Winkelhof in städtebaulich wichtiger Lage, Bestandteil der alten Dorfstruktur, sozialgeschichtlich von Bedeutung. Wohnhaus: zweigeschossig, giebelständig, zweiachsig, zum Hof ein kleines originales Schiebefenster, Erdgeschoss massiv, Putzfassade, Satteldach mit Ziegeldeckung, vermörtelter Ortgang, Fenstergrößen original, wichtige Lage, Wände Erdgeschoss 40-50 cm, Grundstücksmauer aus Bruchstein-Mauerwerk mit Ziegelrollschicht, Seitengebäude: Satteldach mit Ziegeldeckung | 08966119 |
| Weitere Bilder | Taubenhaus im Hof eines Vierseithofes                                                                                             | Ernst-Thälmann-Straße 12 (Karte)    | um 1935                    | ungewöhnlich großer, aus Klinkermauerwerk errichteter oktogonaler Bau mit kunstvoll geschwungenem Dach, Seltenheitswert, kulturgeschichtlich von Bedeutung. zirka fünf Meter hohes Taubenhaus, hoher Klinkerunterbau | 08966120 |
| Weitere Bilder | Wassertrog auf einem Bauernhof | Friedrich-Engels-Straße 1 (Karte)   | 19. Jh.                    | alte Ortslage Zöhda, rechteckiger Trog aus Naturstein, selten gewordenes Dokument bäuerlicher Tierhaltung, kulturgeschichtlich von Bedeutung. | 08966114 |
| Weitere Bilder | Wohnhaus | Friedrich-Engels-Straße 5 (Karte)   | um 1800                    | alte Ortslage Zöhda, Obergeschoss Fachwerk verputzt, einer der ältesten erhaltenen Fachwerk-Bauten im Ort, baugeschichtlich von Bedeutung. zweigeschossig, Putzfassade, Obergeschoss Fachwerk vermutlich, Bruchsteinsockel, einseitiges Krüppelwalmdach, neue Dacheindeckung | 08966116 |
| Weitere Bilder | Spittel Zöhda: Ehemaliges Spittel (Armenhaus), heute Wohnhaus                                                                     | Friedrich-Engels-Straße 17 (Karte)  | 2. Hälfte 19. Jh.          | alte Ortslage Zöhda, eingeschossiges verputztes Gebäude in ausgesprochener Ortsrandlage, besondere ortsgeschichtliche Bedeutung, sozialhistorisch von Interesse. eingeschossig, Stube später ausgebaut, heute noch Wohnhaus, Satteldach mit Biberschwanzdeckung | 08966105 |
| Weitere Bilder | Wohnhaus des Mühlenanwesens | Mühlgasse 1 (Karte)                 | Ende 18. Jh.               | Obergeschoss Fachwerk verputzt, Bestandteil des alten Ortskerns in unmittelbarer Nachbarschaft von Kirche und Pfarrhaus, ortshistorische Bedeutung. zweigeschossig, Satteldach mit Biberschwanzziegeln und Fledermausgaupen, Fachwerk unter Putz, Bruchsteinsockel | 08966108 |
| Weitere Bilder | Pfarrhaus mit Seitengebäude und Einfriedung                                                                                       | Mühlgasse 2 (Karte)                 | um 1870                    | gut gegliederte gründerzeitliche Putzfassade, Seitengebäude Obergeschoss Fachwerk, ortsbildgestaltend auch als Bestandteil des Gesamtensembles mit Kirche und Alter Schule, baugeschichtlich und ortshistorisch Interessant. zweigeschossig, originale Haustür, Fenster neu, Bruchsteinsockel, Putzfassade, aus Ziegeln Stock- und Traufgesims, Einfriedung: Bruchsteinmauer, Seitengebäude: Erdgeschoss massiv, Obergeschoss Fachwerk, Satteldach mit Betondachsteinen | 08966107 |
| Weitere Bilder | Dorfkirche Neichen: Kirche (mit Ausstattung) sowie Kirchhof mit Einfriedung und Denkmal für die Gefallenen des Ersten Weltkrieges | Mühlgasse 2a (Karte)                | 13. Jh., später überformt  | romanische Chorturmkirche mit gotischem Chor, barockem Turm und mit reicher Ausstattung, Gefallenendenkmal in neoromanischer Formensprache, ortsbildprägender, ortsgeschichtlicher und baugeschichtlicher Wert. Kirche: Putzfassade, saniert, sehr kurzes Langhaus, quadratischer Turm mit oktogonalem Geschoss und Helmabschluss mit Laterne, Gefallenendenkmal mit Inschrift: Die ihr für Kaiser und Reich gestritten, freudig den Tod erlitten/wo ihr auch lieget nach Gottes Rat, künftiger Ernte blutige Saat./Nimmer vergessen im deutschen Land, ruhet in Frieden in Gottes Hand./Tönt uns vom Turme der Glocken Schlag, denken wir eurer Tag für Tag!/ Friedrich Max Pfütze gest. im R. Laz. Leipzig. 18.10.1915, Beuchaer Granit, neoromanische Formensprache, Kirchhof-Einfriedung aus Bruchsteinmauerwerk | 08966109 |
| Weitere Bilder | Neue Schule: Schule sowie Nebengebäude und Toreinfahrt                                                                            | Mühlgasse 4 (Karte)                 | 1867                       | zweigeschossiger Putzbau der Volksbildung, am Dorfbach, in Nähe der Alten Schule, markantes landschaftsprägendes Gebäude mit ortsgeschichtlichem Wert. ehem. Kirchschule, zweigeschossig, vier Achsen, Bruchstein-Mauerwerk, Dach neu mit zwei Gaupen, Putzfassade und Putzgliederung, im Obergeschoss Winterfenster, Tür mit Natursteingewände, Haustür original, Inschrift Weide meine Lämmer, Hoftür mit Sandsteingewände, malerisch in der Niederung, Nebengebäude: kleiner Ziegelbau verputzt, Garageneinbau, Ziegeldach, Satteldach | 08966112 |
| Weitere Bilder | Denkmal für die Gefallenen des 2. Weltkrieges auf dem Friedhof                                                                    | Nerchauer Straße (Karte)            | nach 1945 (Kriegerdenkmal) | ortsgeschichtlich von Bedeutung. Beuchaer Granitplatte mit Namensinschriften sowie zwei ältere Schwarzkreuze mit Inschrift Auf Wiederseh'n | 08966106 |

## Seelingstädt
| Bild           | Bezeichnung | Lage                                   | Datierung                  | Beschreibung | ID       |
| -------------- | --- | -------------------------------------- | -------------------------- | --- | -------- |
|                | Gasthof Roter Löwe: Saalgebäude eines Gasthofes | Grimmaer Straße 1 (Karte)              | um 1910                    | an der Trebsner Straße gelegen, für die sächsische Kulturlandschaft typischer Gesellschaftsbau, Erinnerungs- und Dokumentationswert, ortsgeschichtlich von Bedeutung; Bruchsteinsockel mit Klinkerrollschicht, Putzfassade, fünf große Rundbogenfenster mit originalen Fenstern (Strukturglas), Ziegeldach (Biberschwanz), teilunterkellert | 08966068 |
| Weitere Bilder | Sachgesamtheit Rittergut Seelingstädt b. Grimma: Herrenhaus, Torhaus, Scheune und Einfriedung sowie Park (Gartendenkmal, mit künstlicher Ruine) und als Sachgesamtheitsteile: Wohn- und Wirtschaftsgebäude | Grimmaer Straße 8 (Karte)              | 16.–19. Jh. (Rittergut)    | mehrflügeliges Herrenhaus im Kern ein bemerkenswerter Renaissancebau, malerisch im 19. Jahrhundert im historistischen Stil umgestaltet, wertvolle Renaissance-Portale und Ausstattung im Innern, baugeschichtlicher, ortsgeschichtlicher und kunsthistorischer Wert, ortsbildprägend Wohnstallhaus: Bruchstein-Mauerwerk, Fenstergewände teilweise Porphyrtuff, große Durchfahrt, Wohnteil unterkellert, Lehmdecken, bezeichnet 1780, Reste Schwarze Küche, Hofseite Korbbogenportal, Krüppelwalmdach, ziegelgedeckt mit Fledermausgaupen. - Torhaus: 18. Jahrhundert, alte Tore, - Einfriedung: Bruchsteinmauer, - Haupthaus/Südflügel: bezeichnet 1668: Saal mit klassizistischer Ausstattung, Holzbrettdecke mit fünf Gemälden in Ovalfeldern, nördliches Bogenportal bezeichnet 1714, Porphyrtuff, östliches Bogenportal bezeichnet 1678, Porphyrtuff, originale Schmuckbänder, Sitznischenportal - Ostflügel, neben Torhaus: Obergeschoss mit zwei bemalten Holzbalkendecken (1x 17. Jahrhundert, 1x bezeichnet O. Kretzschmer, Beiersdorf, 1938), Kamin, Bogenportal bezeichnet 16HGID71, Sitznischenportal, Porphyrtuff, hölzerner Vorbau bezeichnet 1897 - am Südflügel großzügige Treppenanlage nach Norden, Südseite ein Schlussstein bezeichnet 1596, Arkadengang, 19. und Anfang 20. Jahrhundert umgestaltet, - Scheune: Bruchstein-Ziegel-Mauerwerk, Fledermausgaupen, Ziegeldach - Parkanlage: mit altem Gehölzbestand, Mauer einer künstlichen Ruine - Wohnstallhaus an der Grimmaer Straße, Bruchstein-Mauerwerk, Satteldach, 19. Jahrhundert, Abbruch vorgesehen - Gutspark um 1870, Wohnstallhaus vor 2012 abgebrochen | 09304421 |
| Weitere Bilder | Rittergut Seelingstädt b. Grimma (Sachgesamtheit): Einzeldenkmale der Sachgesamtheit Rittergut Seelingstädt b. Grimma: mehrflügeliges Herrenhaus, Torhaus, Scheune und Einfriedung                         | Grimmaer Straße 8 (Karte)              | bez. 1596                  | im Kern ein bemerkenswerter Renaissancebau, malerisch im 19. Jahrhundert im historistischen Stil umgestaltet, wertvolle Renaissance-Portale und Ausstattung im Innern, baugeschichtlicher, ortsgeschichtlicher und kunsthistorischer Wert, ortsbildprägend. - Wohnstallhaus: Bruchstein-Mauerwerk, Fenstergewände teilweise Porphyrtuff, große Durchfahrt, Wohnteil unterkellert, Lehmdecken, bezeichnet 1780, Reste Schwarze Küche, Hofseite Korbbogenportal, Krüppelwalmdach, ziegelgedeckt mit Fledermausgaupen - Torhaus: 18. Jahrhundert, alte Tore, - Einfriedung: Bruchsteinmauer - Haupthaus/Südflügel: bezeichnet 1668: Saal mit klassizistischer Ausstattung, Holzbrettdecke mit fünf Gemälden in Ovalfeldern, nördliches Bogenportal bezeichnet 1714, Porphyrtuff, östliches Bogenportal bezeichnet 1678, Porphyrtuff, originale Schmuckbänder, Sitznischenportal - Ostflügel, neben Torhaus: Obergeschoss mit zwei bemalten Holzbalkendecken (1x 17. Jahrhundert, 1x bezeichnet O. Kretzschmer, Beiersdorf, 1938), Kamin, Bogenportal bezeichnet 16HGID71, Sitznischenportal, Porphyrtuff, hölzerner Vorbau bezeichnet 1897 - am Südflügel großzügige Treppenanlage nach Norden, Südseite ein Schlussstein bezeichnet 1596, Arkadengang, 19. und Anfang 20. Jahrhundert umgestaltet, - Scheune: Bruchstein-Ziegel-Mauerwerk, Fledermausgaupen, Ziegeldach - Parkanlage: mit altem Gehölzbestand, Mauer einer künstlichen Ruine - Wohnstallhaus an der Grimmaer Straße, Bruchstein-Mauerwerk, Satteldach, 19. Jahrhundert, Abbruch vorgesehen - Gutspark um 1870, Wohnstallhaus vor 2012 abgebrochen                          | 08966071 |
| Weitere Bilder | Wohnstallhaus | Grimmaer Straße 10 (Karte)             | um 1800                    | Grundstück in Ecklage Beiersdorfer Straße, landschaftstypisches giebelständiges Fachwerkgebäude als Dokument ländlicher Bau- und Lebensweise, mit Korbbogenportal, baugeschichtlich von Bedeutung. zweigeschossig, Erdgeschoss Fenstergewände Porphyrtuff, Haustür mit Korbbogenportal, massives Mauerwerk, Obergeschoss Fachwerk offenliegend, Krüppelwalmdach, giebelständig, Ziegeldeckung, Lage an der Ortszufahrt von Grimma her in Nähe des Seelingstädter Rittergutes | 08966070 |
| Weitere Bilder | Seelingstädter Schule: Ehemalige Schule, heute Doppel-Wohnhaus | Schulstraße 12; 12a (Karte)            | um 1930                    | ortsbildprägender Bildungsbau im traditionalistischen Stil der 1920er Jahre, Dokumentations- und Erinnerungswert, ortsgeschichtlich von Bedeutung. Bruchsteinsockel, zweigeschossig, Putzfassade, Putz im oberen Bereich farbig eingefärbt, neue Fenster (Holz), Nummer 12a saniert (vereinfachter Neuverputz), Nummer 12: Vordach mit Porphyrtuffpfeiler (Kinderrelief), Kunststeinstufen, originale Haustür mit ovalem Fenster (Strukturglas), heute Wohnhaus | 08966067 |
| Weitere Bilder | Wohnstallhaus, Scheune sowie Hofpflasterung eines Bauernhofes | Trebsener Straße 2 (Karte)             | 2. Hälfte 19. Jh.          | stattliche Massivbauten, am Ortsrand gelegen, malerisch in den Landschaftsraum gebettete Hofanlage, ortsbildcharakterisierend, wissenschaftlich-dokumentarischer Wert, baugeschichtlich von Bedeutung. Wohnstallhaus: achtachsig, Putzfassade, Giebel zwei Fenster, um 1880, Sandsteinsohlbänke, Scheune: zwei Tore, Durchfahrt, Bruchstein-Mauerwerk, Scheune: Durchfahrtsscheune zur Niederung, Bruchstein-Mauerwerk, Hofpflasterung mit Mistplatte, Durchfahrtsscheune zur Niederung – 2009 abgebrochen | 08966058 |
| Weitere Bilder | Bergkeller | Trebsener Straße 3 (vor) (Karte)       | 19. Jh.                    | ortstypischer Bevorratungsbau aus Bruchstein-Mauerwerk, wirtschaftsgeschichtlich von Bedeutung. Bruchstein-Mauerwerk, Ziegelbogen, zwei kleine Fenster, innen Ziegel-Mauerwerk | 08966059 |
|                | Wohnhaus eines Bauernhofes | Trebsener Straße 4 (Karte)             | Anfang 19. Jh.             | Obergeschoss Fachwerk, giebelständig zur Straße, orts- und landschaftstypischer bäuerlicher Wohnbau, straßenraumprägend und wissenschaftlich-dokumentarischer Wert, baugeschichtlich von Bedeutung. Fachwerk aufgebrettert, eventuell um 1820, ziegelgedecktes Satteldach, giebelständig, Windfang hofseitig entstellend, Erdgeschoss massiv | 08966060 |
| Weitere Bilder | Bergkeller | Trebsener Straße 6 (gegenüber) (Karte) | 19. Jh.                    | ortsbildprägender Bevorratungsbau, in derartiger Häufung wie in Seelingstädt kaum noch anzutreffen, wirtschaftsgeschichtlich von Bedeutung. Bruchstein-Ziegel-Mauerwerk, vorn Lattentür, zirka 1,50 Meter Gang mit Stichtonne, dann Brettertür | 08966061 |
| Weitere Bilder | Bergkeller | Trebsener Straße 8 (gegenüber) (Karte) | 19. Jh.                    | ortstypisch, Zeugnis dörflicher Bau- und Lebensweise, wirtschaftsgeschichtlich von Bedeutung. Ziegel-Mauerwerk | 08966062 |
| Weitere Bilder | Bergkeller | Trebsener Straße 17 (neben) (Karte)    | um 1900                    | ortstypischer bäuerlicher Wirtschaftsbau mit Dokumentationswert, wirtschaftsgeschichtlich von Bedeutung. Mauer teilweise verputzt, Brettertür | 08966064 |
| Weitere Bilder | Bergkeller | Trebsener Straße 19a (vor) (Karte)     | um 1900                    | ortsbildcharakterisierender Bevorratungsbau, wirtschaftsgeschichtlich von Bedeutung. Bruchstein-Ziegel-Mauerwerk, Ziegelbogen, prägt mit allen anderen Bergkellern die Trebsner Straße | 08966066 |
| Weitere Bilder | Denkmal für die Gefallenen des Ersten Weltkrieges | Trebsener Straße 21 (vor) (Karte)      | nach 1918 (Kriegerdenkmal) | kleine gestaltete Anlage aus Beuchaer Granit, ortsgeschichtlich von Bedeutung. Inschrift Unsere Toten mahnen zum Frieden, Beuchaer Granit, mit drei Stufen zur Straße | 08966054 |
| Weitere Bilder | Bergkeller | Trebsener Straße 21 (vor) (Karte)      | um 1900                    | ortstypischer bäuerlicher Wirtschaftsbau mit Dokumentationswert, wirtschaftsgeschichtlich von Bedeutung. gegenüber Hofeinfahrt Nummer 40, neben Gefallenendenkmal, vor Haus Nummer 21, Bruchstein-Mauerwerk, Ziegelbogen, Brettertür | 08966065 |
| Weitere Bilder | Bergkeller | Trebsener Straße 21a (vor) (Karte)     | 19. Jh.                    | am Fuß des Kirchberges, ortsbildcharakterisierendes Zeugnis dörflicher Bevorratungswirtschaft, wirtschaftsgeschichtlich von Bedeutung. Bruchstein-Mauerwerk, ortstypisch, km 13,472 | 08966053 |
| Weitere Bilder | Dorfkirche Seelingstädt: Kirche (mit Ausstattung), Kirchhof mit Einfriedung und vier Grabstätten (Erbbegräbnis Bretschneider-Bodemer, Wahlstelle Demiani, Grabmal Fam. Riedel und Grabstein Moritz Hingst) | Trebsener Straße 21b (Karte)           | 14. Jh., im Kern älter     | im Kern romanische Chorturmkirche mit zahlreichen Anbauten, wertvolles Grabmal der Fam. Bretschneider-Bodemer, Bildhauer: Georg Wrba, Dresden, baugeschichtlich, ortsgeschichtlich und ortsbildprägend von Bedeutung. Grabmale - Wahlstelle Fam. Bretschneider-Bodemer: Wandgrab mit dorischen Säulen und zwei trauernden Liegefiguren sowie Metalltür, Einfassung, zwei Bänke, liegender Adler mit Kreuz (getreu bis in den Tod), und Wegeplatten, Säule: alles Muschelkalkstein, - Wahlstelle Demiani: Natursteinwand mit Kalksteinen und zwei Metallmedaillons bezeichnet 1868 und bezeichnet 1874, - Erdrabatte Grabstelle Riedel: Schwarzstein und Marmorrelief, Granitsockel, um 1935, - Grabstein Brennmeister Moritz Hingst (25.2.1847–16.3.1947): Kunststein | 08966056 |
| Weitere Bilder | Sühnekreuz am Kirchberg | Trebsener Straße 21b (vor) (Karte)     | 18. Jh.                    | Zeugnis der Ortsgeschichte Sandstein (?) | 08966055 |
|                | Altes Gemeindehaus | Trebsener Straße 25 (Karte)            | 1. Hälfte 18. Jh.          | Wohnhaus mit Anbau; Fachwerk-Wohnhaus in Nähe der Seelingstädter Kirche, Fachwerkkonstruktion mit Fußstrebe und abgefasten Füllhölzern, ältestes Wohngebäude in Seelingstädt mit Bedeutung für das Ortsbild, hoher Dokumentationswert, baugeschichtlich und ortsgeschichtlich von Bedeutung. zweigeschossig, Bruchstein-Mauerwerk im Erdgeschoss und Giebel, Obergeschoss Fachwerk, Krüppelwalmdach, Holzfenstergewände, Ostgiebel mit Fachwerk, Ziegeldeckung, kleiner Anbau (Bruchstein, im oberen Bereich Ziegelmauerwerk), Nähe Kirche, wichtige Lage in Straßenkurve, gleicher Typ steht in Ammelshain | 08966052 |